# Ruch wtrącony
Ruch wtrącony – taktyka szachowa polegająca na wykonaniu posunięcia nie będącego bezpośrednią odpowiedzią na kombinację przeciwnika, ale posiadającego większy priorytet. Może to być na przykład szach albo zbicie figury. Pożyteczny ruch wtrącony, który wiąże się często z nieintuicyjnym (zwłaszcza dla początkujących szachistów) brakiem natychmiastowego odbicia figury pozwala odnieść korzyść, którą może być zdobycie materiału, czy zastopowanie inicjatywy przeciwnika. Ten motyw taktyczny można przypisać do szerszego zagadnienia poziomów zagrożenia.

## Nazewnictwo
W nomenklaturze szachowej na określenie ruchu wtrąconego używa się też niemieckiego słowa "zwischenzug" lub włoskiego "intermezzo". Gdy ruchem pośrednim jest szach, czasem używa się określenia zwischenschach.

## Historia
Dysponujemy zapisami dawnych partii, w których ten motyw wystąpił (Lichtenhein – Morphy, Nowy Jork 1857; Rosenthal - De Vere, Paryż 1867; Tartakower – José Raúl Capablanca, Nowy Jork 1924).
Według historyka szachów Edwarda Wintera pierwsze znane użycie terminu zwischenzug pojawiło się dopiero w 1933 r., kiedy to Fred Reinfeld i Irving Chernev użyli go w swojej książce Chess Strategy and Tactics opisując partię Maxa Euwe i Gyuli Breyera, która odbyła się w Wiedniu w 1921 r.